# Río Calchaquí
El río Calchaquí es un río de la provincia de Salta, Argentina,
Nace en el cerro Nevado de Acay a 5.950 m s. n. m. en el límite entre los departamentos de Rosario de Lerma y La Poma en la provincia de Salta. Su curso corre de norte a sur a lo largo de los Valles Calchaquíes y, al unirse al río Santa María cerca de la ciudad de Cafayate, cambia de nombre formando el río Guachipas, virando hacia el nornoreste y atravesando la Quebrada de las Conchas.
A lo largo de su curso se encuentran las localidades de La Poma, Payogasta, Cachi, Seclantás, Molinos, Angastaco, y San Carlos. Recibe las aguas de los ríos Luracatao, Grande o Guasamayo y Las Viñas.
Como sus aguas terminan desembocando en el océano Atlántico a lo largo de un curso de más de 3.000 km cambiando varias veces de nombre se le atribuye ser el curso más largo de Argentina (río Calchaquí, río Guachipas, río Pasaje o Juramento, río Salado, río Paraná y finalmente el Río de la Plata). 
Un buque de la flota de la empresa naviera ELMA llevó el nombre "Río Calchaquí" hasta su disolución durante la década de 1990.